# Reichsstraße 346
Die Reichsstraße 346 (R 346) war bis 1945 eine Staatsstraße des Deutschen Reichs, die vollständig auf österreichischem Gebiet lag. Die Straße nahm ihren Anfang in St. Pölten an der damaligen Reichsstraße 8 und führte auf der Trasse der jetzigen Mariazeller Straße B 20 über Mariazell  nach Kapfenberg, wo sie an der damaligen Reichsstraße 116 endete.
Ihre Gesamtlänge betrug rund 134 Kilometer.